# Jászivány, Jász-Nagykun-Szolnok
Jászivány  este un sat în districtul Jászapát, județul Jász-Nagykun-Szolnok, Ungaria, având o populație de 395 de locuitori (2011). 

## Demografie
Componența etnică a satului Jászivány
     Maghiari (100%)
Componența confesională a satului Jászivány
     Romano-catolici (67,34%)
     Fără religie (5,32%)
     Reformați (3,54%)
     Greco-catolici (1,27%)
     Necunoscută (22,53%)
Conform recensământului din 2011, satul Jászivány avea 395 de locuitori. Din punct de vedere etnic, majoritatea locuitorilor (100,0%) erau maghiari.  Din punct de vedere confesional, majoritatea locuitorilor (67,34%) erau romano-catolici, existând și minorități de persoane fără religie (5,32%), reformați (3,54%) și greco-catolici (1,27%). Pentru 22,53% din locuitori nu este cunoscută apartenența confesională.